# Stora Rängen

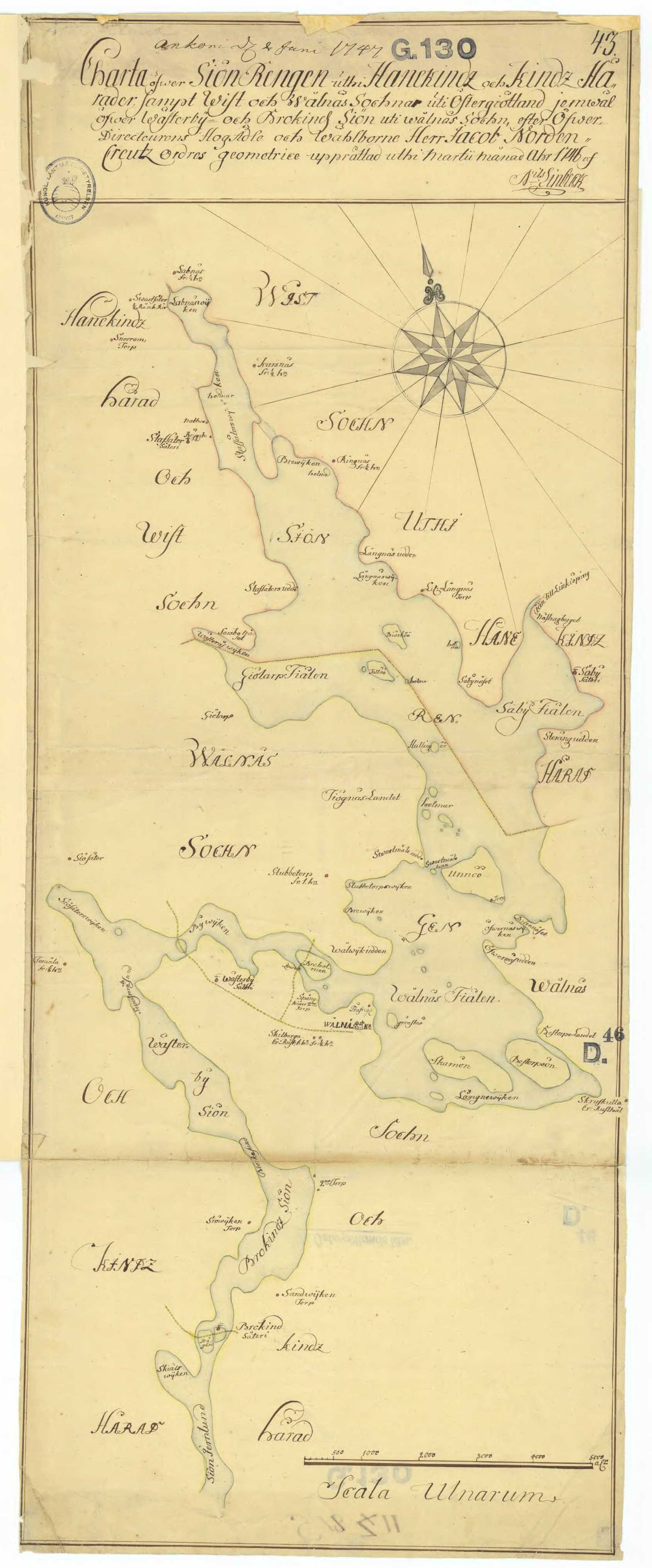
Historisk karta över Stora och Lilla Rängen från 1747.

Stora Rängen (även Stora Rengen) är en sjö i Linköpings kommun, omkring tio kilometer söder om Linköping, som ingår i Motala ströms huvudavrinningsområde. Sjön är 23 meter djup, har en yta på 10,9 kvadratkilometer och befinner sig 84,1 meter över havet.
Sjön är den tredje största i Linköpings kommun efter Roxen och Järnlunden. Kinda kanal har sitt inlopp från Järnlunden via Lilla Rängen i söder och har två utlopp i norr, ett naturligt via Stångån och ett konstgjort via Kinda kanal. Stora Rängen uppvisar en varierande topografi och strandlinje och har ett stort antal öar, näs och vikar. Det största djupet på 23 meter finns vid naturreservatet Vessers udde. Sjön har god vattenkvalitet, men något färgat vatten.
Vid östra stranden ligger Bjärka Säby slott och på den västra Stavsäter säteri. Vid västra stranden ligger också sommarstugeområdet Svartmåla. Samhället Bestorp ligger vid sjöns sydöstligaste del. Stora Rängen ligger i eklandskapet, vilket framträder tydligast i området kring Bjärka Säby.

## Historik
Under byggandet av Kinda kanal på 1850-talet sänktes sjön till sin nuvarande nivå.
Sjön hette tidigare Kinden, eftersom den räknades till Småland.

## Delavrinningsområde
Stora Rängen ingår i delavrinningsområde (645906-149466) som SMHI kallar för Utloppet av Stora Rängen. Medelhöjden är 105 meter över havet och ytan är 81,11 kvadratkilometer. Räknas de 99 avrinningsområdena uppströms in blir den ackumulerade arean 2 232,81 kvadratkilometer. Stångån som avvattnar avrinningsområdet har biflödesordning 2, vilket innebär att vattnet flödar genom totalt 2 vattendrag innan det når havet efter 104 kilometer. Avrinningsområdet består mestadels av skog (46 procent), öppen mark (12 procent) och jordbruk (22 procent). Avrinningsområdet har 12,54 kvadratkilometer vattenytor vilket ger det en sjöprocent på 15,4 procent. Bebyggelsen i området täcker en yta av 1,77 kvadratkilometer eller 2 procent av avrinningsområdet.